# شارل وینیه
شارل وینیه (متولد ۱۸۶۳ و درگذشته‌ی ۱۹۳۴) شاعر و نویسنده‌ای فرانسوی با اصالت سوئیسی بود که بعدها به متخصصی برجسته در هنرهای آسیایی و شرقی تبدیل شد. او در ۸ مه ۱۸۶۳ در ژنو به دنیا آمد. او از شاگردان و پیروان پل ورلن و دوست استفان مالارمه بود و با نشریاتی چون Lutèce، La Vie moderne، La Revue contemporaine و La Vogue همکاری می‌کرد.
در نیمه‌ی دوم زندگی خود، وینیه به یک متخصص و مجموعه‌دار بزرگ هنر آسیایی و شرقی تبدیل شد و در این زمینه تجارت نیز می‌کرد. او در دهه‌های ۱۹۲۰ و ۱۹۳۰ به عنوان کارشناس در حراج‌خانه‌ی معروف هتل دروو (Hôtel Drouot) فعالیت داشت (از جمله در فروش مجموعه‌های لویی گونس، امییل جاوال، ژاک دوسه و دیگران). گفته می‌شود آندره مالرو پیش از سفر به هند و چین با او مشورت کرده بود. همچنین با ماتیس و دِرَن رابطه‌ی نزدیکی داشت (دِرَن پرتره‌ی او را نقاشی کرده بود). از جمله دیگر افراد مرتبط با او می‌توان به ریموند کشلَن، ادموند و مارسل گِرَن، رنه هازه و اولریش اُدَن اشاره کرد.